# Josiah Henson (luchador)
Josiah Henson (Oklahoma, Estados Unidos, 24 de febrero de 1922-ídem, 4 de abril de 2012) fue un deportista estadounidense especialista en lucha libre olímpica donde llegó a ser medallista de bronce olímpico en Helsinki 1952.

## Carrera deportiva
En los Juegos Olímpicos de 1952 celebrados en Helsinki ganó la medalla de bronce en lucha libre olímpica estilo peso pluma, tras el luchador turco Bayram Sit (oro) y el iraní Nasser Givehchi (plata).